# Porto de Angra dos Reis
O Porto de Angra dos Reis é um porto público brasileiro localizado na cidade de Angra dos Reis, no Sul do estado do Rio de Janeiro.

## História
O Porto de Angra dos Reis surgiu com a crescente necessidade de exportação do café proveniente da região do Vale do Paraíba, verificada a partir de 1923. No entanto, as suas atividades só vieram a ser efetivamente iniciadas em 1932, quando a movimentação de carga por via marítima consistia basicamente de importações de carvão e madeira. 
Em 1945, com a criação da Companhia Siderúrgica Nacional (CSN), o Porto de Angra dos Reis passou a receber o carvão oriundo de Imbituba (SC), em fluxos estáveis até o ano de 1963, quando o abastecimento do produto para a usina passou a ser feito via rodoviária.
A partir de 1970, o porto converteu-se basicamente num polo exportador de produtos siderúrgicos da CSN, além de importador de trigo.
Com a edição do Decreto nº 77.534, de 30 de abril de 1976, foi extinta a concessão de administração e exploração do porto outorgada ao Governo Estadual, sendo então transferida para a Companhia Docas do Rio de Janeiro.
O Porto Organizado de Angra dos Reis é gerido pela empresa pública federal PortosRio e sua área portuária é totalmente arrendada à empresa Terminal Portuário de Angra dos Reis S.A. (TPAR).
Em 2020, a investidora Splenda Offshore assumiu a administração do TPAR, que antes arrendado pela Technip Brasil.

## Movimentação de cargas
O porto é especializado em operações de carga de apoio relacionadas ao fornecimento de alimentos e insumos, destinados ao suporte das atividades exploratórias petrolíferas em plataformas offshore e também à recepção de cargas oriundas das unidades marítimas.

## Infraestrutura
A infraestrutura de acostagem do Porto de Angra dos Reis é composta com por um cais corrido, com cerca de 400 metros de extensão, dividido entre os berços 101 e 102, ambos com 10 metros de profundidade. Nesses berços ocorre a operação de cargas de apoio offshore, sendo o Berço 101 dotado de linha de dutos, que permite a operação de fluidos de perfuração.

## Outros portos
No município de Angra dos Reis, também há os Terminais de Uso Privado (TUP) Estaleiro Brasfels e o Terminal Aquaviário de Angra dos Reis (TAAR). Estes terminais não são geridos pela PortosRio.
O TAAR, operado pela Transpetro, faz o transporte de petróleo e busca atender às refinarias de Duque de Caxias (RJ) e Gabriel Passos (MG) por meio da importação ou da cabotagem. Também atua também como entreposto de exportação e cabotagem para terminais de menor porte. O transporte atende a elaboração de bunker (abastecimento de navios) e a exportação de óleo combustível excedente na produção nacional. 
O Terminal Aquaviário de Angra dos Reis transportou 64,085 milhões de toneladas em 2021, a quarta maior movimentação portuária do país.
O TUP Brasfels, de propriedade do Grupo Keppel, tem sua operação relacionada às atividades de reparos de embarcações offshore e construções de grande porte para a indústria naval.